# Rouenanka

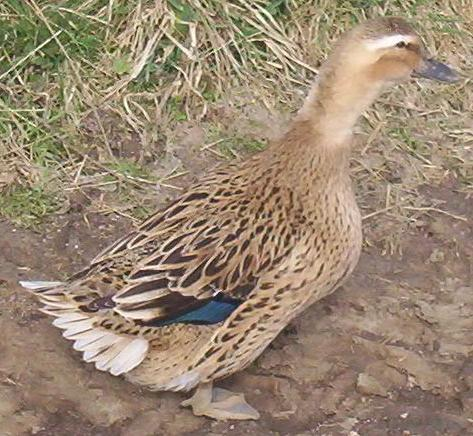
Rouenanka (hona).

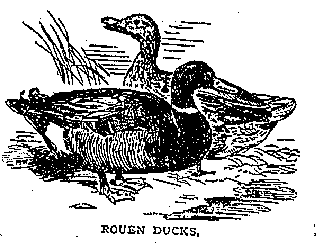
Rouenanka, teckning från 1861

Rouenanka är en storbyggd husdjursras av domesticerad anka. Rasen uppkom i Frankrike någon gång före 1800-talet. Rouenankan liknar gräsanden till utseendet. Hanen har grön nacke, vit hals och mörkrött bröst, honan är vattrad i brunt, och båda har blå vingspegel, men de är ljusare och större än gräsanden. Hanen väger 3,5–4,0 kilogram och honan väger 2,5–3,0 kilogram. 
Köttkvalitén är god. Till sin natur är rasen är härdig och ganska förnöjsam. Tillväxten hos rasen är lite långsammare än hos pekingankan.
Äggen är grönaktiga och ska väga minst 80 gram. En hona kan lägga mellan 80 och 100 ägg på ett år.